# Адрия Коядо
Адрия Коядо (на испански: Adrià Collado) е испански актьор.

## Биография и творчество
Коядо е роден на 3 август 1972 г. в Барселона.
Най-известните му роли са тази на Фернандо Наваро в сериала „Щурите съседи“ и тази на Серхио Ариас в сериала „Новите съседи“.